# Martín Giménez
Martín Andrés Giménez (Buenos Aires, 30 settembre 1988) è un calciatore argentino, attaccante svincolato.

## Caratteristiche tecniche
È un centravanti.

## Carriera
È cresciuto nelle giovanili del River Plate.